# District de Pingchuan
Le district de Pingchuan (平川区 ; pinyin : Píngchuān Qū) est une subdivision administrative de la province du Gansu en Chine. Il est placé sous la juridiction de la ville-préfecture de Baiyin.